# Пьяный хлеб
Пья́ный хлеб — хлеб, изготовленный из зерна, заражённого грибом Fusarium graminearum. Приём в пищу вызывает острое отравление как у людей, так и у животных. В России заболевание впервые было замечено на Дальнем Востоке в 1880—1890-х годах. Первые симптомы отравления заражённым зерном похожи на опьянение, именно поэтому фузариоз зерна получил название «пьяный хлеб».
Фузариоз зерна во многом является уникальным и трудным для изучения заболеванием. В патогенном развитии фузариоза участвует целый комплекс разных видов гриба Fusarium. Заболевание поражает злаки в период роста, в снопах и валках в поле, а также в зернохранилищах при увлажнении и плесневении зерна. Это заболевание чаще всего встречается на пшенице, нередко на ржи, овсе и ячмене. В период созревания на колосковых чешуйках и даже на самом зерне появляется розовато-красный или бледно-розовый налёт. Поражённое зерно недоразвивается, становится щуплым, имеет пониженную всхожесть. Внешних признаков порчи «пьяный хлеб» не имеет.

## История
В 1930—1950-е годы употребление в пищу некачественного зараженного зерна привело к массовому заболеванию и смерти жителей Центрального района и Южного Урала. В 1980-е годы развитие болезни привело к снижению количества товарного зерна на 20—50 %. Проблема требовала незамедлительного решения, для этого к работе были привлечены ведущие учёные России, Украины и Белоруссии. Результаты, полученные группами исследователей, позволили разработать рекомендации по защите зерновых культур от фузариоза.
Основателями теории многокомпонентной устойчивости зерновых к фузариозу считаются H.W. Schroeder и J.J. Christensen, однако проблему и способы её решения в своих работах ранее описывали И. Н. Абрамов, М. С. Дунин, К. Е. Мурашкинский и многие другие.

## Химическая составляющая
Гриб образует специфический метаболит — вомитоксин, из-за которого в организме происходит расстройство органов пищеварения, а также психики (возбуждение, слабость, дрожь в конечностях). Содержание вомитоксина в продовольственной пшенице и зерне на корм нормируется в пределах 0,3—0,5 мг в 1 кг зерна. Анализы о содержании вомитоксина в зерне и выводы об использовании его на продовольственные цели обеспечиваются учреждениями санэпидслужбы.

### Признаки и развитие отравления
Клиническая картина отравления сходна с алкогольным опьянением и характеризуется возбуждением, эйфорией (смех, пение и др.), нарушением координации движений (шаткая походка и др.). В дальнейшем возбуждение сменяется депрессией и упадком сил. К этим явлениям нередко присоединяются нарушения деятельности желудочно-кишечного тракта — понос, тошнота и др. При длительном использовании заражённого хлеба могут развиться анемия и психические расстройства.
Впервые учёные заинтересовались причиной отравления «пьяным хлебом» в конце XIX века. Но до настоящего времени проблема не решена, и «пьяный хлеб» продолжает оставаться серьёзной угрозой. Более того, последние исследования показывают, что использование химических препаратов при современных способах выращивания зерна ослабляет иммунитет растений и способствует заражению их грибами.
Мерами предупреждения развития этого пищевого отравления является строгое соблюдение правил хранения зерна, недопущение его увлажнения и плесневения, а также повышение культуры земледелия и внедрение научно обоснованных агротехнических мероприятий.